# Пандосия (Эпир)
Пандосия (др.-греч. Πανδοσία) − древний город в Эпире, расположенный к югу от реки Ахерон.

## История
Об истории Пандосии известно немного. Судя по всему, около 700 г. до н. э. элейцы обосновались в районе залива Арта и заняли один из холмов, удобный для обороны. Из этой колонии, под названием Бухетий, позже, предположительно в середине VII в. до н. э., были основаны ещё две — Элатрия и Пандосия. Эти колонии контролировали обширную территорию до залива. Известно, что Пандосия и соседние с ней Бухетий и Элатрия позже были завоеваны Филиппом II Македонским. Он же передал города во владение царя Эпира Александра I Молосского.

## Предсказание Додонского оракула
Страбон сообщает, что однажды Александр Молосский был предупрежден Додонским оракулом, что ему следует остерегаться Пандосии и реки Ахеронт. Когда царь покинул Эпир для военной кампании, он думал, что будет в безопасности, находясь вдали от Феспротии. Однако он и не подозревал о существовании города и реки с аналогичными названиями в Бруттие, где он позже и был убит в ходе битвы у Пандосии.

## Археология
В 1994 году в Южном Эпире были начаты археологические раскопки нескольких крепостей. Наиболее вероятно, что Пандосия находилась на месте современной деревни Кастрион. При раскопках было обнаружено более 85 000 артефактов, более 15 000 осколков керамики и более 70 000 фрагментов плитки.
Однако, точное расположение Пандосии до сих пор нельзя назвать однозначно, поскольку Страбон пишет, что город располагался к югу от Ахеронта, а Кастрион находится севернее реки. Это противоречие привело к предположению, что город мог располагаться дальше. Также существует гипотеза, что река Ахеронт могла сменить своё течение со временем.